# Zagłówek (Lubliniec)
Zagłówek – dzielnica Lublińca znajdująca się w zachodniej części miasta. Położona nad trzema stawami, od strony południowo-zachodniej nad stawem Wiłkowickim, od strony zachodniej nad stawem Kęplik, od strony północno-zachodniej nad stawem Nowym. Od strony północnej graniczy z dzielnicą Wymyślacz, od strony wschodniej z dzielnicą Dziuba, a od południowej z dzielnicą Wiłkowice. Dominuje na niej zabudowa jednorodzinna, dzielnica leży w pobliżu drogi międzypowiatowej Lubliniec - Strzelce Opolskie.